# Parafia Nawrócenia św. Pawła Apostoła w Dąbrowie Górniczej
Parafia Nawrócenia św. Pawła Apostoła w Dąbrowie Górniczej – rzymskokatolicka parafia położona w dekanacie dąbrowskim – Najświętszej Maryi Panny Anielskiej, diecezji sosnowieckiej, metropolii częstochowskiej, erygowana w 1987 roku. Prowadzą ją Salezjanie.
Kościół parafialny został konsekrowany 23 października 2005 roku przez bp. Adama Śmigielskiego SDB.